# Мамчето
„Мамчето“ (на английски: Ma) е американски психологически филм на ужасите от 2019 г., ко-продуциран и режисиран от Тейт Тейлър. Във филма участват Октавия Спенсър, Джулиет Люис, Даяна Силвърс, Кори Фогелманис и Люк Евънс. Филмът е продуциран от Джейсън Блум чрез производствената му компания „Блъмхаус Продъкшънс“, заедно с Тейт Тейлър и Джон Норис. Премиерата на филма е на 31 май 2019 г. в Съединените щати от „Юнивърсъл Пикчърс“.